# Eurobowl II
Eurobowl II war das Endspiel der zweiten Saison der European Football League. 1988 standen sich die Amsterdam Crusaders und die Helsinki Roosters gegenüber. Die finnischen Roosters konnten das zweite Endspiel mit 35 zu 14 gewinnen.

## Spielverlauf
Beide Mannschaften begannen in der Offense nervös und gaben den Ball jeweils im vierten Versuch durch einen Punt ab. Danach konnte Ricky Ramsahai durch einen Lauf das erste neue First Down des Spiels für die Crusaders erzielen, bevor das Angriffsrecht nach vier unvollständigen Pässen in Folge wieder wechselte. Die Roosters setzten im ersten Viertel ausschließlich auf Laufspielzüge, konnten dabei jedoch kein einziges First Down erlaufen. Dagegen kamen die Crusaders durch eine variablere Offense, die sich bis weit in die gegnerische Hälfte vorarbeitete, immer besser ins Spiel. Ein daraus resultierender Field-Goal-Versuch wurde allerdings nicht verwandelt.
Im zweiten Viertel fand die Offense der Finnen dann mehr und mehr Lücken in der gegnerischen Defense, obwohl sie nach wie vor ausschließlich auf Laufspielzüge setzte. So war es dann auch Runningback Mike Kane, der für den ersten Touchdown der Helsinki Roosters durch einen Lauf über 52 Yards sorgte. Die Antwort darauf gab der Quarterback der Crusaders, Paul Troth, indem er hinter seiner Offensive Line den Ball selbst in die Endzone trug. Nach einem verwandelten Extrapunkt glich Amsterdam so zum zwischenzeitlichen 7:7 aus. Die Roosters konnten dann vor der Pause erneut in Führung gehen. Runningback Jyrki Ahola fumbelte den Ball beim Versuch, ihn in die Endzone zu tragen. Auf den freien Ball in der Endzone warf sich Tight End Timo Backman, der damit den Halbzeitstand von 14:7 für Helsinki herstellte.
In der zweiten Spielhälfte war das Angriffsrecht zunächst auf Seiten der Finnen. Acht Laufspielzüge in Serie endeten abermals in der Endzone. Neben Kane, der erneut die meisten und schließlich auch die fehlenden Yards bis zur Endzone erlief, hatte Runningback Ari Tuuli maßgeblichen Anteil an der Angriffsserie der Finnen. Den folgenden Extrapunkt verwandelte Kicker Tapio Heikkila zum 21:7 für Helsinki.
Amsterdam blieb im dritten Spielabschnitt ohne Punkte, begann das letzte Viertel dafür mit Ballbesitz und aussichtsreicher Feldposition. Es waren vor allem die Runningbacks Rufus van Gom und Ronald Rosbald, die den Ball bis weit in die gegnerische Hälfte trugen. Drei Spielzügen in Folge konnte dann Runningback Henri Castillion von der finnischen Defense kurz vor der Endzone gestoppt werden. Das Ergebnis war dennoch ein neuer erster Versuch bei verbleibenden zwei Yards. Diese überbrückte abermals Quarterback Troth, dessen Offensive Line ihm den Weg in die Endzone frei blockte. Die folgende Angriffserie der Roosters bot das bekannte Bild. Ohne einen einzigen Passspielzug trugen die Hauptakteure Kane und Tuuli den Ball über das gesamte Feld bis in die gegnerischen Endzone, wo Kane seinen dritten Touchdown feierte. Mit zwei Touchdowns in Rückstand setzten die Crusaders nun noch mehr auf ihr Passspiel. Nach drei unvollständigen Pässen war es dann Timo Takko, der seinem Team die Vorentscheidung brachte. Im vierten Versuch der Crusaders gelang ihm ein Quarterback-Sack, was den Helsinki Roosters Ballbesitz an der gegnerischen 12-Yard-Linie bescherte. Von dort aus konnte Helsinki in drei Läufen, kein neues First Down erzielen. Im vierten Versuch bekam dann Mike Kane den Ball, der die fehlenden acht Yards bis in die Endzone lief. Heikkila verwandelte den Extrapunkt zum Endstand von 35:14. In der verbleibenden Spielzeit setzten die Crusaders ihren Ersatz-Quarterback ein, konnten aber nicht mehr punkten.
Zum Spieler des Spiels wurde erwartungsgemäß Mike Kane gewählt, der mit vier Touchdowns der herausragende Runningback einer Roosters Offense war, die fast ausnahmslos Läufe spielte.

## Scoreboard
| 7. August 1988 Crystal Palace National Sports Centre, London | 7. August 1988 Crystal Palace National Sports Centre, London | 7. August 1988 Crystal Palace National Sports Centre, London | 7. August 1988 Crystal Palace National Sports Centre, London | 7. August 1988 Crystal Palace National Sports Centre, London | 7. August 1988 Crystal Palace National Sports Centre, London | 7. August 1988 Crystal Palace National Sports Centre, London |
| ------------------------------------------------------------ | ------------------------------------------------------------ | ------------------------------------------------------------ | ------------------------------------------------------------ | ------------------------------------------------------------ | ------------------------------------------------------------ | ------------------------------------------------------------ |
| Team                                                         | Team                                                         | Punkte                                                       | Q1                                                           | Q2                                                           | Q3                                                           | Q4                                                           |
| Helsinki Roosters                                            | Helsinki Roosters                                            | 35                                                           | 0                                                            | 14                                                           | 7                                                            | 14                                                           |
| Amsterdam Crusaders                                          | Amsterdam Crusaders                                          | 14                                                           | 0                                                            | 7                                                            | 0                                                            | 7                                                            |
| Roosters                                                     | Crusaders                                                    | Spieler                                                      | Spielzug                                                     | Spielzug                                                     | Spielzug                                                     | Spielzug                                                     |
| 7                                                            | 0                                                            | Mike Kane                                                    | 52-Yard-Lauf (PAT: ?)                                        | 52-Yard-Lauf (PAT: ?)                                        | 52-Yard-Lauf (PAT: ?)                                        | 52-Yard-Lauf (PAT: ?)                                        |
| 7                                                            | 7                                                            | Paul Troth                                                   | Lauf (PAT: ?)                                                | Lauf (PAT: ?)                                                | Lauf (PAT: ?)                                                | Lauf (PAT: ?)                                                |
| 14                                                           | 7                                                            | Timo Backman                                                 | Fumble recovered (PAT: ?)                                    | Fumble recovered (PAT: ?)                                    | Fumble recovered (PAT: ?)                                    | Fumble recovered (PAT: ?)                                    |
| 21                                                           | 7                                                            | Mike Kane                                                    | 1-Yard-Lauf (PAT: Heikkila)                                  | 1-Yard-Lauf (PAT: Heikkila)                                  | 1-Yard-Lauf (PAT: Heikkila)                                  | 1-Yard-Lauf (PAT: Heikkila)                                  |
| 21                                                           | 14                                                           | Paul Troth                                                   | 2-Yard-Lauf (PAT: Dix)                                       | 2-Yard-Lauf (PAT: Dix)                                       | 2-Yard-Lauf (PAT: Dix)                                       | 2-Yard-Lauf (PAT: Dix)                                       |
| 28                                                           | 14                                                           | Mike Kane                                                    | 1-Yard-Lauf (PAT: Heikkila)                                  | 1-Yard-Lauf (PAT: Heikkila)                                  | 1-Yard-Lauf (PAT: Heikkila)                                  | 1-Yard-Lauf (PAT: Heikkila)                                  |
| 35                                                           | 14                                                           | Mike Kane                                                    | 8-Yard-Lauf (PAT: Heikkila)                                  | 8-Yard-Lauf (PAT: Heikkila)                                  | 8-Yard-Lauf (PAT: Heikkila)                                  | 8-Yard-Lauf (PAT: Heikkila)                                  |